# Sergej Zjelanov
Sergej Viktorovitj Zjelanov (ryska: Сергев Викторович Жепанов), född den 14 januari 1957 i Aleksin, Tula, är en sovjetisk friidrottare inom mångkamp.
Han tog OS-brons i tiokamp vid friidrottstävlingarna 1980 i Moskva. 